# Garlino
Garlino (prononciation : [ɡarˈlinɔ]) est un village polonais de la gmina de Szydłowo dans le powiat de Mława de la voïvodie de Mazovie dans le centre-est de la Pologne.
Il se situe à environ 9 kilomètres à l'est de Szydłowo (siège de la gmina), 14 kilomètres à l'est de Mława (siège du powiat) et à 103 kilomètres au nord de Varsovie (capitale de la Pologne).

## Histoire
De 1975 à 1998, le village appartenait administrativement à la voïvodie de Ciechanów.